# Ravageurs du cacaoyer

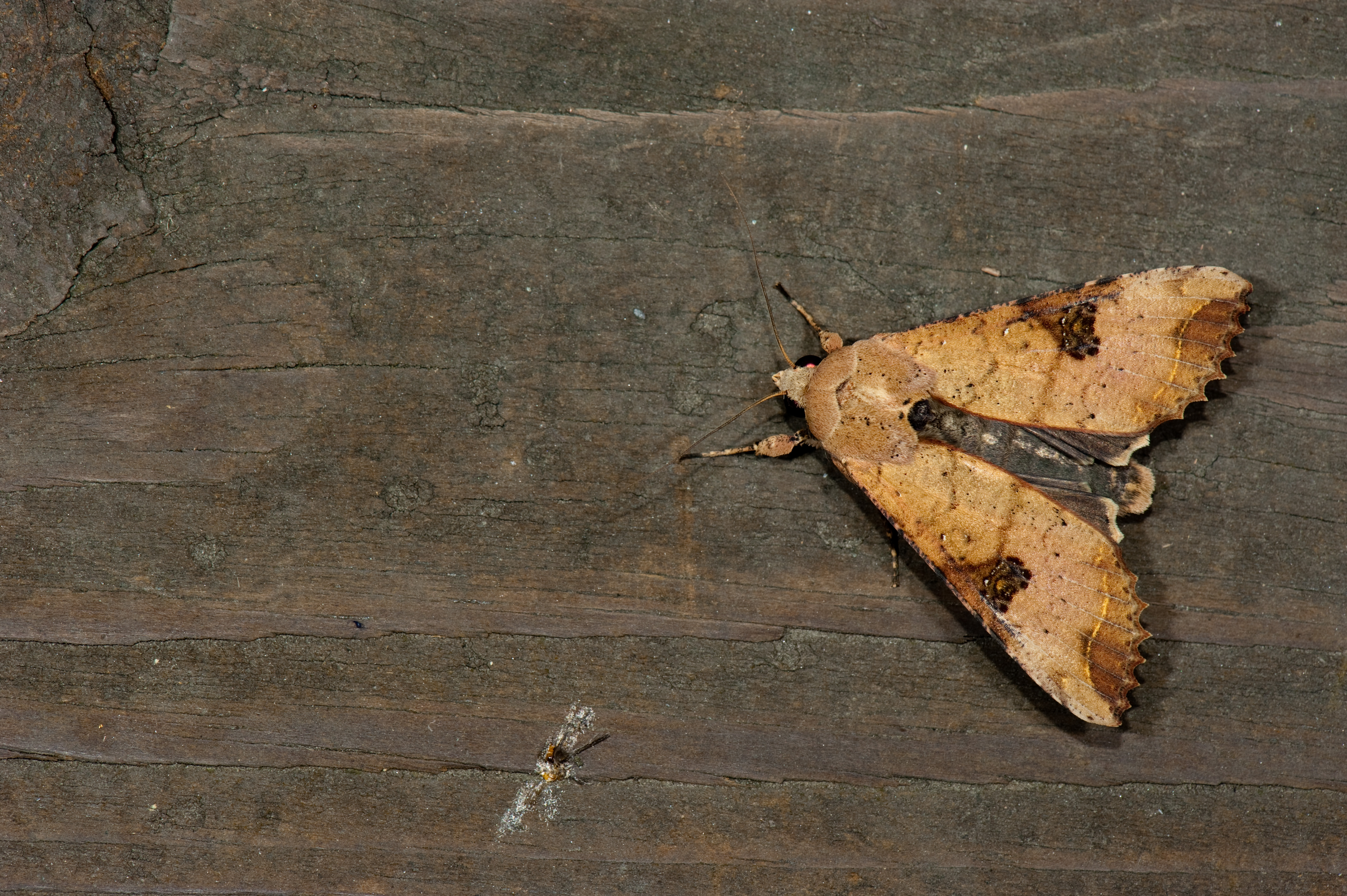
Adulte de Tiracola plagiata la noctuelle du cacaoyer.

Les ravageurs du cacaoyer (Theobroma cacao) comptent de nombreuses espèces d'insectes. Parmi les plus nuisibles figurent les mirides, les psylles et les chenilles défoliatrices.

## Insectes

### Coléoptères
- Mallodon downesii (tarière de la tige du cacaoyer)

### Hémiptères
- Sahlbergella singularis (capside du cacaoyer ou pou du cacaoyer)
- Distantiella theobroma (punaise noire du cacaoyer)
- Bathycoelia thalassina (punaise à bouclier)
- Helopeltis antonii (punaise du thé)
- Helopeltis schoutedeni (punaise du coton)
- Planococcus sp., cochenilles farineuses, vecteurs du virus CSSV 
  - Planococcus citri (cochenille blanche de l'oranger ou cochenille du caféier)
- Stictococcus sp., cochenilles à coque,
- Coccus viridis (cochenille verte du caféier)
- Toxoptera aurantii (puceron du caféier ou puceron noir de l'oranger)
- Mesohomotoma tessmanni (psylle)

### Lépidoptères
- Characoma stictigrapta (noctuelle du cacao)
- Conopomorpha cramerella (teigne javanaise du cacaoyer ou foreur de cabosses)
- Earias biplaga (noctuelle du cacaoyer)
- Ephestia elutella (pyrale du tabac ou teigne du cacao)
- Eulophonotus myrmeleon (foreur de tiges du cacaoyer)
- Tiracola plagiata (noctuelle du cacaoyer ou noctuelle du bananier)
- Zeuzera coffeae (ver rouge du caféier)

### Thysanoptères
- Scirtothrips citri (thrips du cacaoyer ou thrips californien des agrumes)
- Selenothrips rubrocinctus (thrips du cacaoyer)
- Heliothrips haemorrhoidalis (thrips des serres)